# 新平鳞盖蕨
新平鳞盖蕨（学名：Microlepia singpienensis）为姬蕨科鳞盖蕨属下的一个种。

## 扩展阅读
- 維基物種上的相關：新平鳞盖蕨